# Ringer-Europameisterschaften 2017

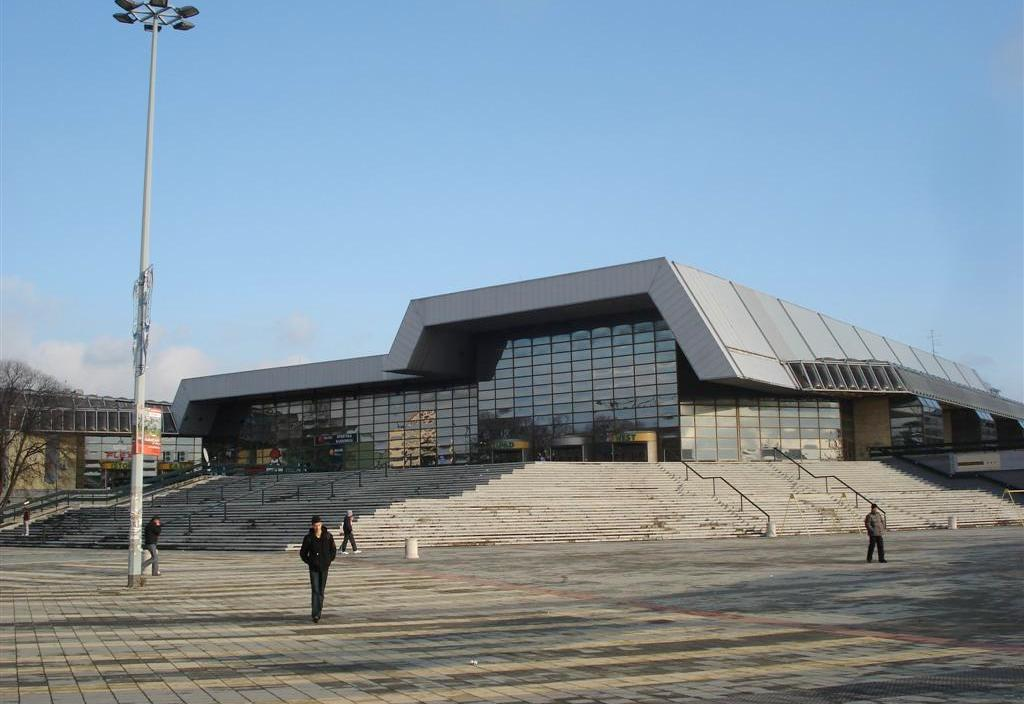
Spens

Die Ringer-Europameisterschaften 2017 fanden vom 2. bis zum 7. Mai in der serbischen Stadt Novi Sad statt. Novi Sad war zum ersten Mal Austragungsort. Die Kämpfe wurden in der SPENS ausgetragen.

## Freistil, Männer
| Klasse | Gold                        | Silber                | Bronze                  |
| ------ | --------------------------- | --------------------- | ----------------------- |
| 57 kg  | Georgi Edişeraşvili         | Andrei Dukov          | Saur Ugujew             |
| 57 kg  | Georgi Edişeraşvili         | Andrei Dukov          | Süleyman Atlı           |
| 61 kg  | Wladimer Chintschegaschwili | Achmed Tschakajew     | Walodja Franguljan      |
| 61 kg  | Wladimer Chintschegaschwili | Achmed Tschakajew     | Andrei Perpeliță        |
| 65 kg  | Iljas Bekbulatow            | Borislaw Nowatschkow  | Surabi Iakobischwili    |
| 65 kg  | Iljas Bekbulatow            | Borislaw Nowatschkow  | David Habat             |
| 70 kg  | Frank Chamizo Marquez       | Magomedmurad Gadżijew | Israil Kassumow         |
| 70 kg  | Frank Chamizo Marquez       | Magomedmurad Gadżijew | Ruslan Dibirhacıyev     |
| 74 kg  | Soner Demirtaş              | Murad Süleymanov      | Grigor Grigorjan        |
| 74 kg  | Soner Demirtaş              | Murad Süleymanov      | Achmed Gadschimagomedow |
| 86 kg  | Dauren Kuruglijew           | Aleksandr Qostiyev    | István Veréb            |
| 86 kg  | Dauren Kuruglijew           | Aleksandr Qostiyev    | Selim Yaşar             |
| 97 kg  | Riza Yildirim               | Ansor Boltukajew      | Aliaxander Huschtin     |
| 97 kg  | Riza Yildirim               | Ansor Boltukajew      | Elisbar Odikadse        |
| 125 kg | Taha Akgül                  | Jamaladdin Magomedow  | Geno Petriaschwili      |
| 125 kg | Taha Akgül                  | Jamaladdin Magomedow  | Lewan Berianidse        |

## Griechisch-römisch, Männer
| Klasse | Gold                                   | Silber              | Bronze                     |
| ------ | -------------------------------------- | ------------------- | -------------------------- |
| 59 kg  | Kristian Fris                          | Iwo Angelow         | Ivan Lizatović             |
| 59 kg  | Kristian Fris                          | Iwo Angelow         | Minigiyan Semenov          |
| 66 kg  | Artem Surkow                           | Davor Štefanek      | Soslan Daurov              |
| 66 kg  | Artem Surkow                           | Davor Štefanek      | Goga Gogiberashvili        |
| 71 kg  | Bálint Korpási                         | Pawel Ljach         | Abujasid Manzigow          |
| 71 kg  | Bálint Korpási                         | Pawel Ljach         | Aleksandar Maksimović      |
| 75 kg  | Tarek Mohamed Abdelslam Sheble Mohamed | Tschingis Labasanow | Tamás Lőrincz              |
| 75 kg  | Tarek Mohamed Abdelslam Sheble Mohamed | Tschingis Labasanow | Kazbek Kilou               |
| 80 kg  | Surab Datunaschwili                    | Radzik Kuliyeu      | Aslan Atem                 |
| 80 kg  | Surab Datunaschwili                    | Radzik Kuliyeu      | Adlan Akijew               |
| 85 kg  | Viktor Lőrincz                         | Metehan Başar       | Ramsin Azizsir             |
| 85 kg  | Viktor Lőrincz                         | Metehan Başar       | Nikolay Nikolaev Bayryakov |
| 98 kg  | Felix Baldauf                          | Aliaksandr Hrabovik | Balázs Kiss                |
| 98 kg  | Felix Baldauf                          | Aliaksandr Hrabovik | Artur Aleksanyan           |
| 130 kg | Rıza Kayaalp                           | Balint Lam          | Levan Arabuli              |
| 130 kg | Rıza Kayaalp                           | Balint Lam          | Witali Schtschur           |

## Freistil, Frauen
| Klasse | Gold                      | Silber                   | Bronze                       |
| ------ | ------------------------- | ------------------------ | ---------------------------- |
| 48 kg  | Mariya Stadnik            | Ilona Semkiw             | Fredrika Ida Petersson       |
| 48 kg  | Mariya Stadnik            | Ilona Semkiw             | Emilia Alina Vuc             |
| 53 kg  | Wanessa Kaladsinskaja     | Natalja Malyschewa       | Nina Hemmer                  |
| 53 kg  | Wanessa Kaladsinskaja     | Natalja Malyschewa       | Maria Prevolaraki            |
| 55 kg  | Biljana Schiwkowa Dudowa  | Alexandra Andreeva       | Mathilde Hélène Riviere      |
| 55 kg  | Biljana Schiwkowa Dudowa  | Alexandra Andreeva       | Aljona Kolesnik              |
| 58 kg  | Grace Bullen              | Mariana Cherdivara Esanu | Laura Mertens                |
| 58 kg  | Grace Bullen              | Mariana Cherdivara Esanu | Emese Barka                  |
| 60 kg  | Liubov Ovcharova          | Anastasija Grigorjeva    | Malin Johanna Mattson        |
| 60 kg  | Liubov Ovcharova          | Anastasija Grigorjeva    | Tatyana Omelçenko            |
| 63 kg  | Monika Ewa Michalik       | Tajbe Jussein            | Sara Da Col                  |
| 63 kg  | Monika Ewa Michalik       | Tajbe Jussein            | Julija Tkatsch               |
| 69 kg  | Anastassija Brattschikowa | Buse Tosun               | Koumba Selene Fanta Larroque |
| 69 kg  | Anastassija Brattschikowa | Buse Tosun               | Alla Tscherkassowa           |
| 75 kg  | Yasemin Adar              | Zsanett Németh           | Epp Mäe                      |
| 75 kg  | Yasemin Adar              | Zsanett Németh           | Svetlana Saenko              |

## Medaillenspiegel
| Rang  | Land          | Gold | Silber | Bronze | Gesamt |
| ----- | ------------- | ---- | ------ | ------ | ------ |
| 1     | Russland      | 5    | 4      | 7      | 16     |
| 2     | Türkei        | 5    | 2      | 3      | 10     |
| 3     | Aserbaidschan | 2    | 3      | 3      | 8      |
| 4     | Bulgarien     | 2    | 3      | 1      | 6      |
| 5     | Ungarn        | 2    | 2      | 4      | 8      |
| 6     | Georgien      | 2    | 0      | 5      | 7      |
| 7     | Norwegen      | 2    | 0      | 0      | 2      |
| 8     | Belarus       | 1    | 3      | 3      | 7      |
| 9     | Serbien       | 1    | 1      | 1      | 3      |
| 10    | Polen         | 1    | 1      | 0      | 2      |
| 11    | Italien       | 1    | 0      | 1      | 2      |
| 12    | Ukraine       | 0    | 2      | 2      | 4      |
| 13    | Moldau        | 0    | 1      | 2      | 3      |
| 14    | Rumänien      | 0    | 1      | 1      | 2      |
| 15    | Lettland      | 0    | 1      | 0      | 1      |
| 16    | Armenien      | 0    | 0      | 4      | 4      |
| 17    | Deutschland   | 0    | 0      | 3      | 3      |
| 18    | Schweden      | 0    | 0      | 2      | 2      |
| 18    | Frankreich    | 0    | 0      | 2      | 2      |
| 20    | Estland       | 0    | 0      | 1      | 1      |
| 20    | Griechenland  | 0    | 0      | 1      | 1      |
| 20    | Slowenien     | 0    | 0      | 1      | 1      |
| 20    | Kroatien      | 0    | 0      | 1      | 1      |
| Total | Total         | 24   | 24     | 48     | 96     |